# Jänkendorf
Jänkendorf is een plaats in de Duitse gemeente Waldhufen, deelstaat Saksen, en telt 1.108 inwoners (1993).